# Такамагахара
Такамагахара (яп. 高天原, «равнина высокого неба») — в соответствии с представлениями синтоистов Японии — верхний, небесный мир, место обитания небесных богов, божественных предков. Этим она отличается от Земли, где живут земные духи и люди.
На небесах правит богиня Аматэрасу, главное божество синтоистского пантеона, здесь находятся её дом и рисовые поля. Среди японских мифов важное время занимает «поход» богов с небес на Землю. Отдельные боги (Рюдзин, Идзанаги) живут в других местах (Рюдзин — в Рюгу-дзё, на дне Океана) или совершают путешествия на Землю (Япония, Корея), а также в подземный мир.